# 孕酮陰道環
孕酮陰道環（Progesterone vaginal ring）是可以在母乳哺育時使用的陰道避孕環。在分娩後四週起即可使用，在分娩後的一年內都還可以使用。一般使用的失效率為每一百名婦女有1.5人失效。孕酮陰道環是放在陰道中的環狀物體，每次可以使用三個月，婦女可以自行置入或是取出。
其副作用包括阴道分泌物及排尿時疼痛。在使用時會出現沒有月經的情形，因為孕酮陰道環不會影響哺乳，特別是在哺乳期間使用，其作用原理是慢慢的釋放激素孕酮。
自1998年時，就已經核准孕酮陰道環用在醫療上。孕酮陰道環有列在世界卫生组织基本药物标准清单中，是基礎公衛體系所需，最有效及安全的藥物之一。到2014年為止已在一些南美洲及中美洲國家販售，到2016年為止，此產品尚未在美國販售。孕酮陰道環是由人口理事会所開發，藥品名稱為Progering。